# Madge Syers
Florence Madeleine "Madge" Syers (née Cave) (née le 16 septembre 1881 à Kensington, Londres et morte le 9 septembre 1917 à Weybridge, Surrey) était une patineuse artistique britannique.
Elle a été la première femme à concourir dans ce sport et elle est devenue la première championne du monde et championne olympique de l'histoire. Elle a remporté l'or olympique à l'âge de 27 ans, ce qui fait d'elle la plus âgée des championnes olympiques en patinage artistique. Elle a aussi gagné une médaille de bronze olympique en couple avec son mari et entraîneur Edgar Syers. Elle est encore aujourd'hui la seule femme à avoir remporté des médailles olympiques en individuel et en couple.

## Biographie

### Carrière sportive
En plus d'être une bonne patineuse, Madge Syers était une excellent nageuse et cavalière. Elle fut introduite à un nouveau style moins rigide de patinage par un nouvel entraîneur, Edgar Syers. Ce nouveau style fut créé par Jackson Haines. Madge et Edgar se sont mariés en 1899. Ils ont fait de la compétition dans la catégorie couple et individuel.
Madge Syers s'est inscrite au Championnat du monde de 1902, quand elle a découvert qu'il n'y avait aucun règlement qui spécifiait le sexe des participants. À cette époque, il était mal vu pour une femme de faire de la compétition, et l'ISU n'avait jamais cru qu'une femme aurait pu tenter l'expérience. Syers a fait la compétition, vêtue d'une jupe allant jusqu'aux chevilles, et elle a terminé deuxième. Plusieurs personnes, incluant le vainqueur de la compétition Ulrich Salchow, pensaient qu'elle aurait dû gagner[réf. nécessaire]. Après ce championnat, un règlement fut créé pour empêcher les femmes de concourir contre les hommes. La raison évoquée pour ce règlement était que la longueur des jupes empêchait les juges de bien voir les pieds des patineuses.
Madge lança une nouvelle mode lorsqu'elle commença à porter des jupes à mi-mollet. En 1903, une nouvelle compétition, les championnats de la Grande-Bretagne, débuta et elle était ouverte aux hommes et aux femmes. Madge et Edgar se sont inscrits. Madge gagna la compétition, et son mari termina deuxième. Elle a gagné la compétition encore une fois en 1904. En 1906, un Championnat du monde pour femmes fut créé. Syers y participa et gagna le titre mondial, exploit qu'elle a répété l'année suivante.
Forte de ses victoires, Madge Syers commença à se concentrer pour les Jeux olympiques d'été de 1908. Le patinage artistique faisait son entrée dans le monde olympique. Madge Syers gagna l'or olympique en simple et le bronze en couple avec Edgar Syers.
Madge Syers se retira de la compétition peu après les Jeux olympiques de 1908, à cause d'une santé défaillante.

## Palmarès
| Compétitions en Individuelle    | 1902 | 1903 | 1904 | 1905 | 1906 | 1907 | 1908 |  |  |  |  |  |  |  |
| Jeux olympiques d'été           |      |      |      |      |      |      | 1re  |  |  |  |  |  |  |  |
| Championnats du monde           | 2e   |      |      |      | 1re  | 1re  |      |  |  |  |  |  |  |  |
| Championnats de Grande-Bretagne |      | 1re  | 1re  |      |      |      |      |  |  |  |  |  |  |  |
| Compétitions en Couple          | 1902 | 1903 | 1904 | 1905 | 1906 | 1907 | 1908 |  |  |  |  |  |  |  |
| Jeux olympiques d'été           |      |      |      |      |      |      | 3e   |  |  |  |  |  |  |  |
|                                 |      |      |      |      |      |      |      |  |  |  |  |  |  |  |